# Gérard Larcher
Gérard Philippe René André Larcher (Flers, 14 september 1949) is een Frans politicus. Sinds 1 oktober 2014 is hij voorzitter van de Senaat, een functie die hij eerder van 1 oktober 2008 tot 30 september 2011 bekleedde. Hij is lid van Les Républicains (LR), voormalig Union pour un mouvement populaire (UMP).
Larcher was burgemeester van de gemeente Rambouillet van 18 maart 1983 tot 4 april 2014 met een onderbreking van 7 juli 2004 tot 18 juni 2007. Hij vertegenwoordigt het departement Yvelines in de Senaat sinds 2 oktober 1986, met een onderbreking van 30 april 2004 tot 1 oktober 2007, toen hij als minister voor Werkgelegenheid in de derde regering van premier Jean-Pierre Raffarin (vanaf 31 maart 2004) en in de regering van premier Dominique de Villepin (van 2 juni 2005 tot 15 mei 2007) diende, onder het presidentschap van Jacques Chirac.
Larcher staat bekend als een gematigd politicus binnen zijn partij.